# Steve Jennings
Steven "Steve" John Jennings (ur. 28 października 1984 w Liverpoolu) – angielski piłkarz grający na pozycji pomocnika.

## Kariera

### Tranmere Rovers
Do Tranmere Jennings dołączył w 1998 roku. Był ważnym zawodnikiem dla młodzieży z Tranmere. Swój debiut w pierwszym zespole Tranmere zaliczył 18 października 2003 w meczu z Oldham Athletic. W tym samym roku doznał kontuzji kolana, gdy został potrącony przez samochód przed swoim domem. 

### Hereford United
W sezonie 2006/2007 nie mógł się przebić do pierwszego składu Tranmere, więc został wypożyczony przez Hereford United, ale wielkiej kariery tam nie zrobił i powrócił do Tranmere.

### Motherwell
1 lipca 2009 Jennings podpisał roczny kontrakt z Motherwell. Jennings strzelił pierwszego gola dla Motherwell w wygranym 3:1 meczu z St. Johnstone 26 grudnia tego samego roku. 1 lipca 2011 roku podpisał roczny kontrakt z Motherwell.